# 天主教布拉瓦約總教區
天主教布拉瓦約總教區 （拉丁語：Archidioecesis Bulauaiensis）是津巴布韋一個羅馬天主教教省總教區，也是津國兩個總教區之一。

## 歷史
總教區前身是一個自治傳教區，成立於1931年1月4日。1932年7月18日升為宗座監牧區。1937年4月13日升為代牧區。1955年1月11日升為教區，1994年6月10日升為總教區。

## 現況
總教區範圍包括北馬塔貝萊蘭省南部、南馬塔貝萊蘭省西部，以及布拉瓦約。下轄三個教區。2012年有教友121,000人（佔轄區總人口6.0%）、四十三個堂區、八十二名司鐸。現任總主教為阿歷克斯‧多默‧卡利亞尼爾。